# Новосергіївка (Краматорський район)
Новосе́ргіївка — село Новодонецької селищної громади Краматорського району Донецької області, України. Населення становить 17 осіб.